# Feridun Zaimoglu
Feridun Zaimoğlu (4 de diciembre de 1964 (60 años) es un autor alemán y artista visual de origen turco. Se ha convertido en uno de los poetas contemporáneos más importantes de la lengua alemana. Su tema central son los problemas de la segunda y tercera generación de inmigrantes turcos a Alemania.

## Vida
Feridun Zaimoğlu nació en 1964 en Bolu, Turquía y a partir de 1965 se trasladó con sus padres a Alemania y vivió hasta 1985 en Berlín y Munich, después comenzó a estudiar medicina y arte en Kiel, lugar en el que vive desde entonces. Actualmente trabaja como autor y periodista. Sus ensayos y críticas literarias han aparecido en periódicos alemanes muy importantes como Die Zeit, Die Welt, SPEX y Tagesspiegel. De 1999 a 2000 trabajó en el Teatro Nacional de Manheim. En 2003 obtuvo el premio El escritor de la isla en Sylt. En el verano de 2004 ocupó un puesto de profesor visitante en la Universidad Libre de Berlín, donde impartió la cátedra de Literature to go (Literatura para el camino). En 2005 le fue otorgada una beca para la academia Villa Massimo. En noviembre del 2007 fue docente en la Universidad de Tubinga.

## Trabajo
En su primer libro Kanak Sprak, publicado en 1995, intenta representar el auténtico, fuerte y subversivo poder de la lengua de los jóvenes turcos nacidos en Alemania. Con ello, se vuelve contra un multiculturalismo romántico. En 1997 Kanak Sprak fue adaptada en teatro y presentada en Hamburgo, en el teatro Kampnagel y poco después en el Teatro de la juventud en Bremen. En estas obras también fueron utilizados monólogos del tercer libro de Zaimoğlu Koppstoff, en el que retrata a mujeres jóvenes de origen turco, como contrapartida de Kanak Sprak. Asimismo, en 1997 se produjo una versión para radio, en la que el mismo Zaimoğlu participó.
Su segundo libro, la novela Abschaum – Die wahre Geschichte von Ertan Ongun (Escoria – La verdadera historia de Ertan Ongun), publicada en 1997, fue filmada en 2000 por Lars Becker con el nombre de Kanak Attack.  La narración Häute fue ganadora del premio del Jurado en el festival de literatura de la lengua alemana Ingeborg-Bachmann-Wettbewerb en el año 2003. En 2006 publicó una de sus novelas más famosas Leyla, que trata acerca de la vida de una mujer inmigrante de origen turco de la primera generación. Ese mismo año ganó el premio de arte del estado Schleswig-Holstein como «uno de los autores jóvenes de habla alemana más importantes del presente». El 17 de abril de 2007 ganó el premio de literatura Carl Amery en Múnich. En 2008 publicó otra de sus novelas más famosas: Liebesbrand, en la cual relata una historia de amor que surge de un accidente de autobús. Esta novela fue premiada en la feria del libro de Leipzig el 13 de marzo de 2008. Por último publicó las novelas Hinterland (2009), Ruß (2011) y Der Mietmaler: eine Liebesgeschichte (2013).
Zaimoglu escribe también obras de teatro y guiones, la mayoría de las veces con su coautor Günter Senkel. En 2003 comenzó la temporada de la obra de teatro Otelo, adaptada por Zaimoglu y Senkel, en el teatro Münchner Kammerspiele. Ese mismo año se estrenaron las obras Casino leger en Frankfurt, Ja. Tu es. Jetzt en Bremen, y en junio de 2004 la obra Halb so wild en Kiel. Asimismo, en 2006 realizaron una adaptación de Romeo y Julieta en el gran escenario del teatro de Kiel. En marzo del 2006 se estrenó en Berlín Schwarze Jungfrauen, también escrita por Zaimglou y Senkel. Esta obra se concentra en entrevistas y declaraciones de personas reales: mujeres jóvenes en Alemania, convertidas al Islam, con quienes Zaimoglu comenzó su trabajo literario en Kanak Sprak y Koppstoff. Muchas obras de Zaimoglu y su coautor Günter han sido publicadas como libros.
Además de su trabajo como escritor, Zaimoglu trabaja como administrador y artista visual. 
En mayo y junio de 2006, un crítico literario que permaneció anónimo, acusó a Zaimoglu de haber plagiado en su novela Leyla gran parte de la obra Das Leben ist eine Karawanserei (La vida es un caravasar) de Emine Sevgi Özdamar. Él justificaba esta acusación con paralelos en la trama y metáforas similares. Zaimoglu negó haber leído siquiera una línea de la novela de Özdamar. Incluso Özdamar absolvió al autor de las acusaciones de plagio.
Las obras de Zaimoglu se han traducido al inglés, español, italiano, esloveno, búlgaro y turco.

## Participación en el Discurso Político
Zaimoglu participa en los debates políticos. En la primera mitad del año 2006, se convirtió en el cofundador del Kanak Attak  (por ejemplo en el programa de televisión cultural polylux y en una editorial para el semanario Die Zeit) masivamente contra la –desde su punto de vista negativo- unilateralidad en la cobertura de los medios de comunicación alemanes sobre una supuesta pobre integración de los inmigrantes en Alemania, incluyendo las operaciones en la escuela Rütli y que fueron desencadenadas por las caricaturas de Mahoma.
Zaimoglu participó en septiembre de 2006 como representante de la sociedad civil en la primera conferencia de la Conferencia Alemana del Islam, iniciada por el ministro Alemán del Interior, Wolfgang Schäuble. A finales de abril de 2007 criticó en entrevistas con el Islamischer Zeitung (Diario Islámico) y con el Berliner Zeitung (Diario Berlinés), la composición del personal de la Conferencia del Islam. Señaló que a pesar de su sugerencia, ninguna mujer musulmana autoconsciente con velo fue instalada en la Conferencia y por tanto, este grupo de personas no estuvo representado en la Conferencia. Cedió gustoso para darle lugar a una apropiada representante. En este contexto, acusó a las "exageradas" críticas del Islam como Necla Kelek y Seyran Ateş de "Metidas de pata y difamaciones": "Atacaron constante e incansablemente a estas jóvenes creyentes." Kelek protestó contra su "insulto" y dijo, que "él sólo es vanidoso y no tiene ningún interés en la materia". Antes, él había creado el neologismo 'Portadoras del paño de la vergüenza' (Schamtuchträgerinnen), para describir a las mujeres musulmanas que llevaban velo.
Para la elección del Presidente Federal del 23 de mayo de 2009, fue llamado al Colegio Electoral por el partido verde de Schleswig-Holstein.

## Publicaciones
- Kanak Sprak, 1995
- Abschaum – Die wahre Geschichte von Ertan Ongun, 1997 (Filmada en 2000 con el título Kanak Attack. Director: Lars Becker)
- Koppstoff, 1999
- Liebesmale, scharlachrot, 2000
- Kopf und Kragen, 2001
- German Amok. Novela 2002
- Leinwand. Novela 2003
- Otelo , Nueva traducción. Monsenstein und Vannerdat, 2003
- Drei Versuche über die Liebe, Obra de teatro 2003
- Zwölf Gramm Glück. Narración 2004
- Leyla. Novela, 2006
- Rom intensiv. Narración 2007
- Von der Kunst der geringen Abweichung, 2007
- Liebesbrand, Novela, Kiepenheuer & Witsch, Köln 2008
- Ferne Nähe.2008 (con Ilija Trojanow)
- Hinterland. Novela. Kiepenheuer & Witsch, Köln 2009
- Ruß, Novela. Kiepenheuer & Witsch, Köln 2011
- Der Mietmaler: eine Liebesgeschichte, 2013

## Obras de Teatro (junto con Günter Senkel)
- Otelo de Shakespeare, Munich, 2003
- Casino Leger, Frankfurt 2003
- Ja. Tu es. Jetzt., Bremen, 2003
- Halb so wild, Kiel, 2004
- Lulu Live de Wedekind, Munich, 2006
- Nathan Messias, Düsseldorf, 2006
- Schwarze Jungfrauen, Ufer, 2006
- Molière, 2007
- Romeo y Julieta de Shakespeare, Kiel, 2006
- Schattenstimmen, Köln, 2008
- Alpsegen, Munich 2011

## Premios
- 1997: Premio de medios de comunicación Civis
- 1998: Premio de guion del Estado de Schleswig-Holstein
- 2002: Premio Friedrich-Hebbel
- 2003: Premio del Jurado en el festival de literatura de la lengua alemana Ingeborg-Bachmann-Wettbewerb por la narración Häute publicada en el libro Zwölf Gramm Glück (Doce gramos de felicidad)
- 2003: Premio Escritor de la Isla
- 2005: Premio Adelbert von Chamisso
- 2005: Obtuvo la beca Villa Massimo
- 2005: Premio Hugo Ball de la ciudad de Pirmasens
- 2006: Premio de arte del Estado de Schleswig Holstein
- 2007: Premio de literatura Carl Amery
- 2007: Premio Grimmelshausen por su novela Leyla
- 2007: Premio de Docente de poesía en la Universidad de Tubinga junto con Ilija Trojanow
- 2008: Premio de literatura Corine por su novela Liebesbrand
- 2010: Premio de literatura Jakob-Wassermann en reconocimiento a su trabajo y a su papel como intermediario en el diálogo turco-alemán
- 2010: Premio de la cultura de la ciudad de Kiel
- 2012: Premio Literaturhäuser

## Literatura
- Rüdiger Schütt (ed.) Feridun Zaimoglu - in Schrift und Bild. Beiträge zum Werk des Autors und Künstlers. Kiel 2011, ISBN 978-3-9805175-9-1

- Die Polemik vergiftet das soziale Klima. In: Islamische Zeitung, 6 de abril de 2006; Gespräch mit dem Regisseur Neco Çelik und dem Schriftsteller Feridun Zaimoglu über ihr Stück Schwarze Jungfrauen

- Krieg der Provokateure. Der Schriftsteller Feridun Zaimoglu über die Polemik gegen Islam und Muslime auf der von Bündnis90/Die Grünen organisierten Konferenz „Integration braucht Rechte und Chancen“ am 28 de junio de 2007 im Deutschen Bundestag